# Petr Haničinec
Petr Haničinec (15. září 1930 Pardubice – 7. listopadu 2007 Bratronice) byl český herec.

## Život
Po studiích na DAMU rok působil ve Východočeském divadle v Pardubicích, dva roky v armádním Divadle E. F. Buriana v Praze na Poříčí, šest let v Divadle S. K. Neumanna v Praze-Libni a od roku 1962 více než 30 let ve Vinohradském divadle v Praze.
V roce 1995 byl účastníkem těžké dopravní nehody na dálnici D1, pár minut byl ve stavu klinické smrti. Po zotavení vystupoval v Divadle Na Fidlovačce v Praze-Nuslích. Při vystoupení v roce 2001 prodělal cévní mozkovou příhodu, lékařům se podařilo včasným zákrokem její následky odvrátit. Haničinec se však stáhl do ústraní a zbytek života prožil ve svém domě v Bratronicích, kde 7. listopadu 2007 ve věku 77 let podlehl rakovině.
Byl považován za vynikajícího herce charakterních mužů, výborného dabéra (poručík Columbo a římský císař Claudius v britském televizním seriálu Já, Claudius) a muže s velkým osobním charismatem.
Byl čtyřikrát ženatý. První manželkou byla herečka Štěpánka Haničincová, rozená Hubáčková, s kterou měl dceru Alexandru. Druhou manželkou byla herečka Marie Kyselková, představitelka hlavní role ve filmu Princezna se zlatou hvězdou, s níž měl syna Ondřeje. Třetí manželkou byla rozhlasová moderátorka Eva Kopecká, čtvrtou zlatnice Radmila Pleskotová.

## Ocenění
- 1982 – Cena SČDU
- 1984 – Zlatý květ
- 1985 – titul zasloužilý umělec
- 1996 – Cena Františka Filipovského za celoživotní mistrovství v dabingu
- 1996 – Křišťálová růže za poezii
- 2000 – Cena Senior Prix
- čestné občanství obce Bratronice za oživení kulturního života v obci
- 2007 – čestné občanství městyse Štěchovice za pomoc s povodněmi[4]

## Divadelní role (výběr)
- 1979 – James Aldridge: Poslední záblesk, Ernest Hemingway, Vinohradské divadlo, režie Jaroslav Dudek

## Rozhlasové role
- 1955 William Shakespeare: Veselé paničky windsorské - role: Fenton, mladý šlechtic; režie: Josef Bezdíček
- 1964 – William Shakespeare: Sen noci svatojánské,Československý rozhlas, režie Ludvík Pompe. Hráli: Petr Haničinec (Lysandr), Karolina Slunéčková (Hermie), Karel Hlušička(Demeteus), Eva Klepáčová (Helena), Josef Patočka (Oberona, král Elfů), Taťana Vavřincová (Titanie), Josef Hlinomaz (Klubko), Antonín Jedlička (Štěbenec), další řemeslníci Vladimír Krška a Milan Mach, Zdena Hadrbolcová (Puk), Gabriela Vránová (elf). Hudba: Kamil Hála hrál Taneční orchestr Československého rozhlasu dirigent Josef Vobruba.[5]
- 1978 Jan Neruda: Štědrovečerní příhoda, Československý rozhlas Praha, účinkovali: Miloslav Masopust a Petr Haničinec, dramaturgie: Dagmar Hubená, režie: Jana Bezdíčková.

## Filmografie (výběr)

### Televize
- 1970 F. L. Věk (TV seriál) – role: Lojzík Šmíd (13. díl: Naděje)
- 1971 Zázrak v Oužlebičkách (TV komedie) – role: strejček v hospodě
- 1975 30 případů majora Zemana (TV seriál) – role: Mauer (4. díl: Rubínové kříže)
- 1976 30 případů majora Zemana (TV seriál) – role: Tony Rosenbaum (16. díl: Dáma s erbem)
- 1977 Žena za pultem (TV seriál) – role: Karel Brož
- 1979 Inženýrská odysea (TV seriál) – role: náměstek ředitele Hlubočanských strojíren Halíř
- 1980 Kotva u přívozu – role: meteorolog Vojta, Magdin manžel
- 1981 Okres na severu (TV seriál) – role: odvolaný koncernový ředitel Hanych
- 1982 Dobrá Voda (TV seriál) – role: Ing. Josef Hovora
- 1984 Povídky malostranské (TV seriál) - role: tatínek
- 1985 Rozpaky kuchaře Svatopluka (TV seriál) – role: provozní náměstek Interhotelu Vltava Blahoš
- 1986 Synové a dcery Jakuba skláře (TV seriál) – role: Bořivoj Bošek
- 1986 Bylo nás šest (TV seriál) – role: profesor Kadlečík (4. díl: Výhra)
- 1988 Cirkus Humberto (TV seriál) – role: otec Antonín Karas
- 1991 Dlouhá míle (TV seriál) – role: předseda trenérské rady Mareš

### Film
- 1956 Proti všem – role: Ondřej z Hvozdna
- 1976 Smrt mouchy – role: Sláma
- 1979 Kam nikdo nesmí – role: kapitán VB Gregor
- Černý vlk
- Cesta kolem mé hlavy
- Poslední propadne peklu
- Televize v Bublicích aneb Bublice v televizi

### Dabing
- Columbo
- Kmotr
- Zelená míle